# Tribute to Trust
Tribute to Trust est un album studio d'hommage au groupe de rock français Trust, sorti le 7 mai 2001.

## Liste des morceaux

### Disque 1
| No  | Titre                           | Auteur                          | Durée |
| --- | ------------------------------- | ------------------------------- | ----- |
| 1.  | Antisocial                      | Horsehead (Australie)           |       |
| 2.  | L'Élite                         | Misanthrope                     | 3:57  |
| 3.  | Police Milice                   | Tito and Tarantula (États-Unis) | 2:31  |
| 4.  | Toujours pas une tune           | Oberkampf                       | 3:30  |
| 5.  | Certitude... Solitude...        | Siderburn (Suisse)              | 4:12  |
| 6.  | Instinct de mort                | Nightmare                       | 3:51  |
| 7.  | Au nom de la race               | Les Porte Mentaux               |       |
| 8.  | On lèche, on lâche, on lynche   | Panama                          | 3:26  |
| 9.  | Paris is Still Burning (Saumur) | American Dog (États-Unis)       | 5:44  |
| 10. | Ton dernier acte                | Ocean                           | 6:01  |

### Disque 2
| No  | Titre                   | Auteur                    | Durée |
| --- | ----------------------- | ------------------------- | ----- |
| 1.  | Purgatoire              | Zouille (Sortilège)       | 4:22  |
| 2.  | Darquier                | Parabellum                | 3:09  |
| 3.  | Préfabriqués            | Mesmerize (Italie)        | 2:51  |
| 4.  | Les Templiers           | ADX                       | 3:46  |
| 5.  | Bosser huit heures      | Les Sales Majestés        | 3:48  |
| 6.  | Les Sectes              | Creep AC                  | 4:20  |
| 7.  | Le pouvoir et la gloire | Revenge                   | 4:11  |
| 8.  | Antisocial              | Martin Circus             | 5:13  |
| 9.  | Le Mitard               | Boxer (ft Bruno Mesrine)  | 4:27  |
| 10. | Walk Alone (Passe)      | Tony Montana (États-Unis) | 4:15  |